# Kräuterpark Altenau

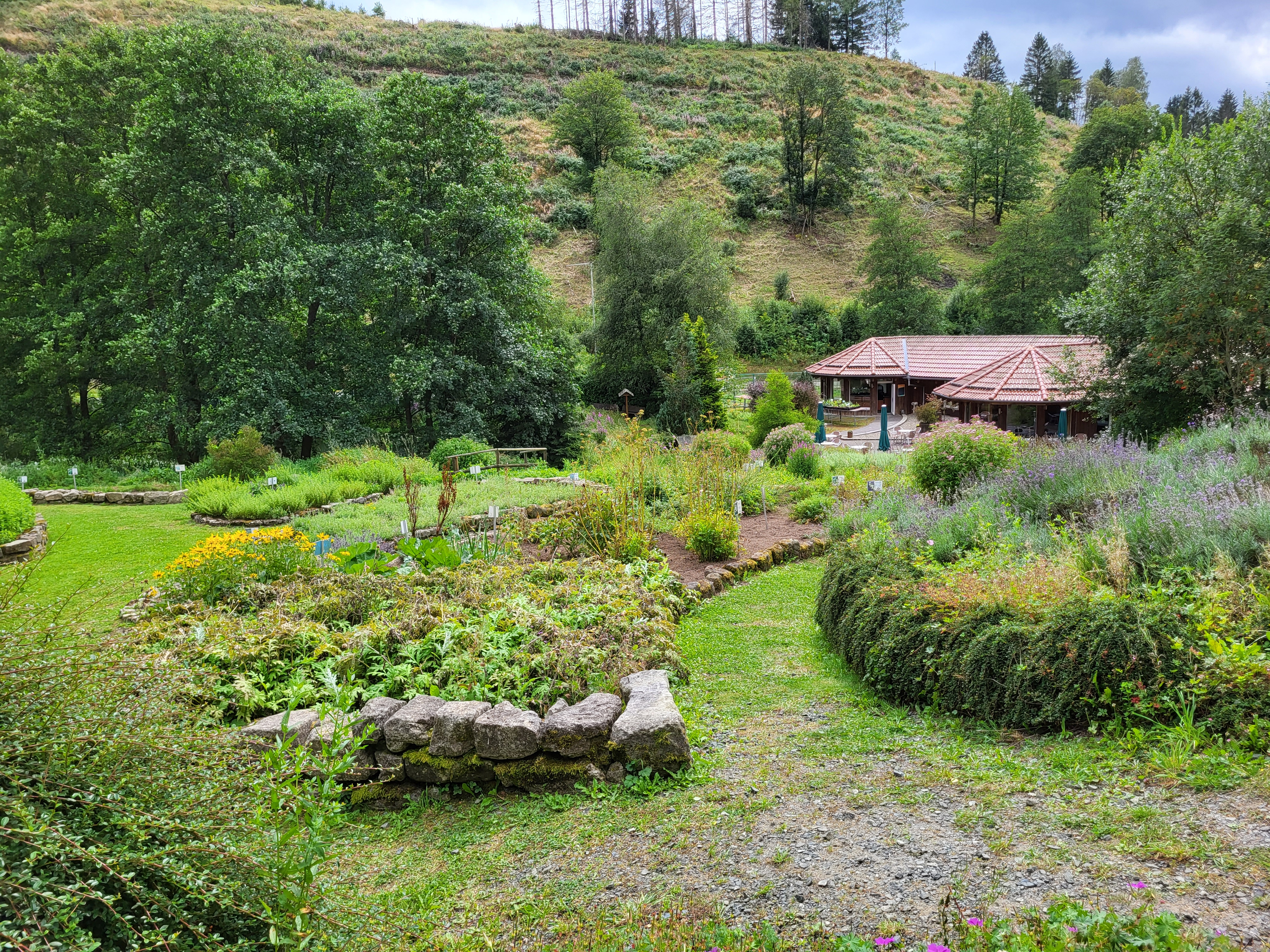
Im Kräuterpark

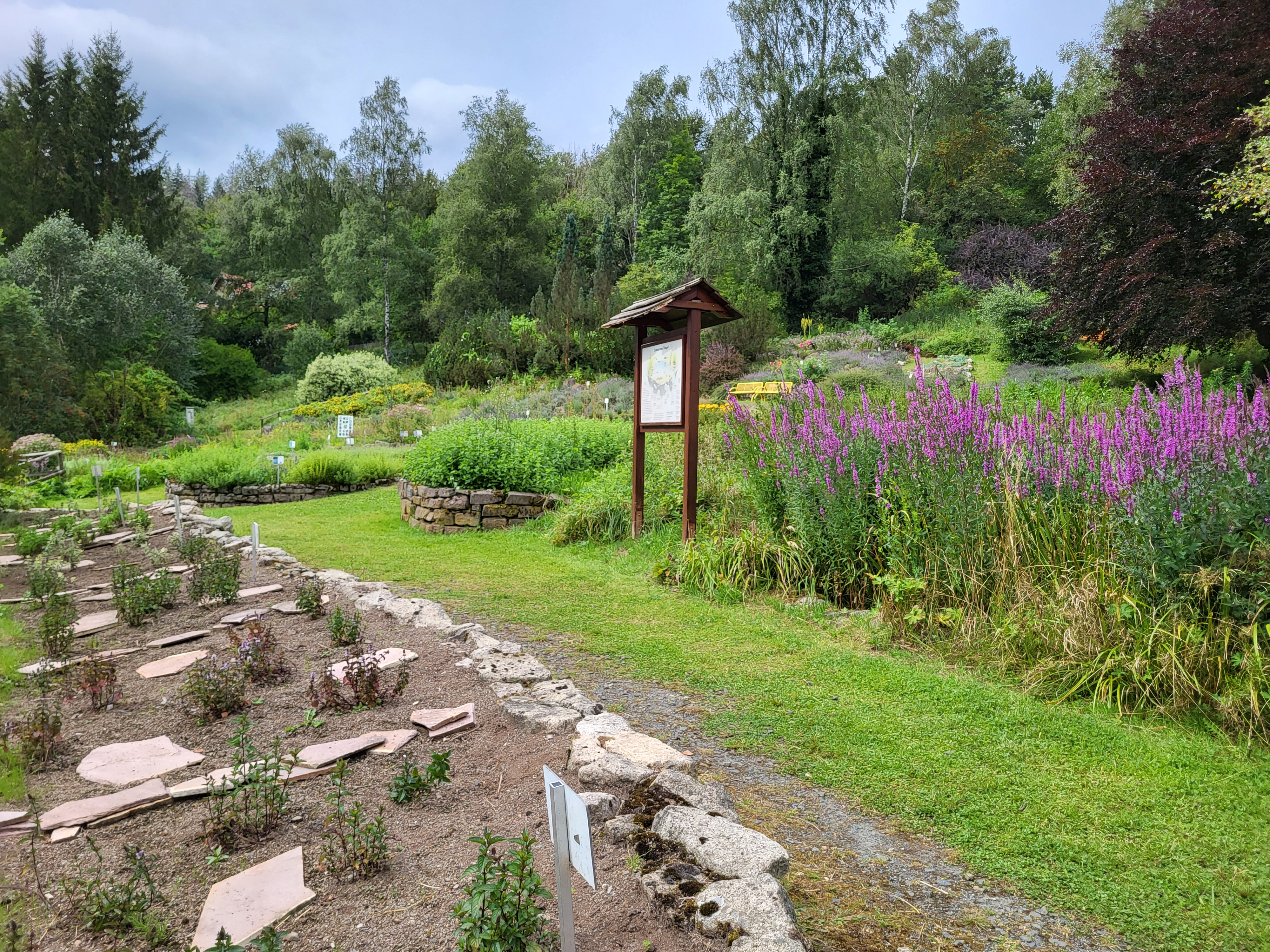
Beetanlagen im Kräuterpark

Der Kräuterpark Altenau ist ein auf Heilpflanzen, Küchenkräuter und Gewürze spezialisierter Botanischer Garten in der Bergstadt Altenau im Oberharz in Niedersachsen.

## Kräuterpark
Der Kräuterpark wurde 2004 von Erich Jürgens (gestorben 2015) auf einer Fläche von 4000 Quadratmetern gegründet. Zunächst wurden etwa 1000 Kräuter und Gewürze gezeigt, sowohl als Pflanzen als auch als verarbeitete Mischungen. Eine Gewürzgalerie zeigte etwa 350 verschiedene verarbeitete Kräuter. 2005 wurde der Park auf eine Gesamtfläche von 30.000 Quadratmeter erweitert. Die Pflanzensammlung und die Galerie wurden umfassend erweitert und zeigen neben einheimischen Gewächsen und Gewürzen auch Kräuter aus aller Welt. Auf Informationstafeln werden die Pflanzen und deren Verwendung vorgestellt. Im Park wurde 2007 die Gewürzpagode errichtet. 2021 wurde der Kräuterpark an Jens Lutz verkauft und firmiert seit dem als Kräuter-Erlebnispark Altenau GmbH.

### Gewürzgalerie
In der Gewürzgalerie werden etwa 1500 verschiedene Gewürze und -mischungen vorgestellt. Diese stammen zum Teil aus der eigenen Anlage, aber auch viele internationale Produkte werden gezeigt. Ebenso sind Exponate zu den Themen Naturkosmetik und Naturheilkunde zu sehen. Regelmäßig wird in der Galerie ein Schaurösten von Gewürzmischungen durchgeführt.

### Gewürzpagode

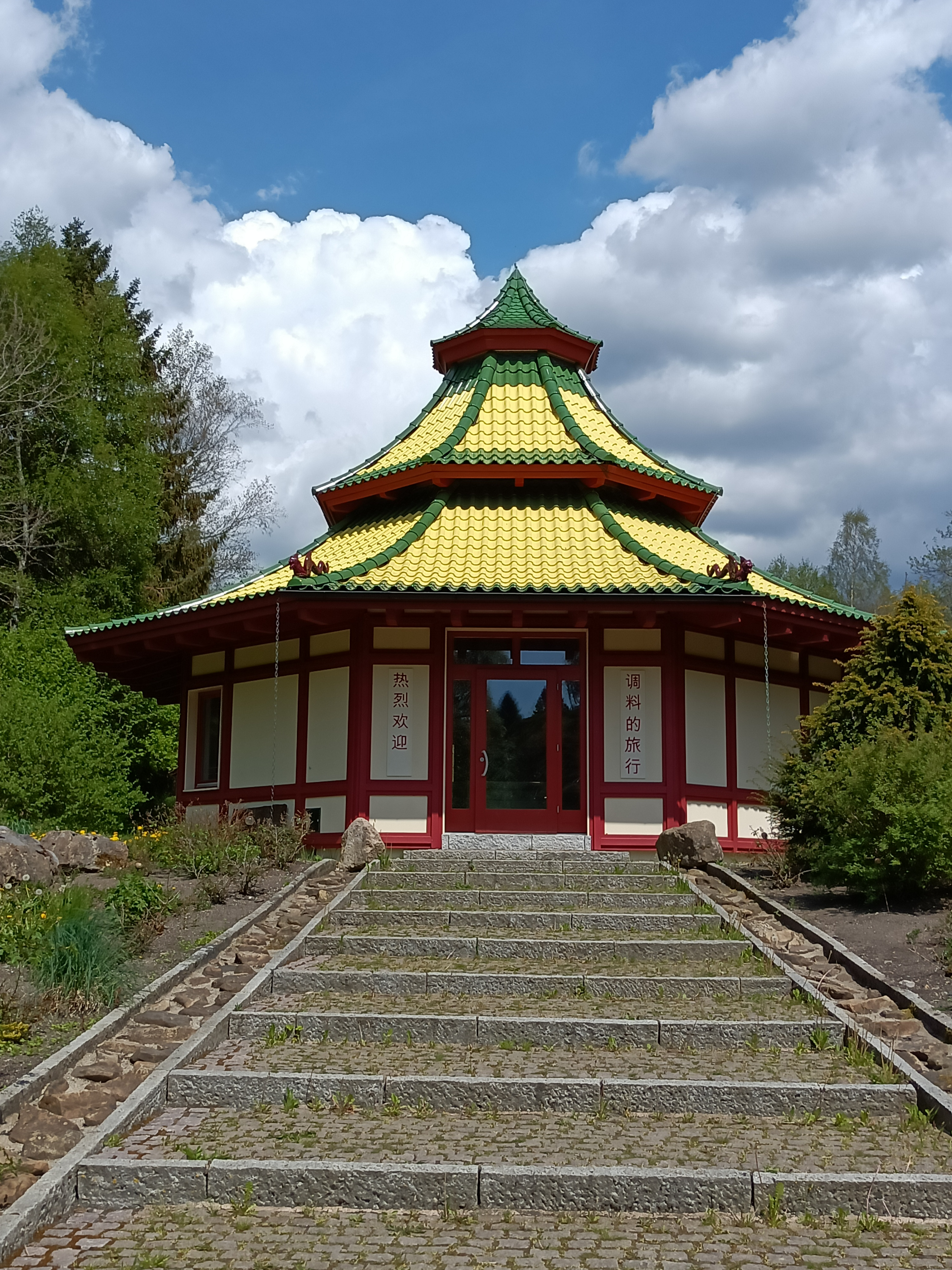
Gewürzpagode

Im Jahr 2007 entstand die Gewürzpagode im Kräuterpark. Es ist ein etwa zehn Meter hohes Gebäude, das im ostasiatischen Stil einer Pagode errichtet wurde. Im inneren beherbergt die Pagode eine Ausstellung zur Geschichte der Gewürze. Themenschwerpunkte sind dabei unter anderem der Gewürzhandel über den Seeweg nach Indien, die so genannte Gewürzroute, sowie die Handelswege Weihrauch- und Seidenstraße.

## Würzel
Die Bergstadt Altenau nahm 2005 am Wettbewerb „Ab in die Mitte! – die City-Initiative Niedersachsen“ teil. Mit dem Slogan „Altenau, da, wo der Pfeffer wächst“ trat die Stadt an und veranstaltete verschiedene Aktionen rund um das Thema Kräuter und Gewürze. Im Mittelpunkt des Wettbewerbsbeitrags stand dabei der Kräuterpark.
Für den Wettbewerb wurde außerdem die Figur des Würzels entworfen. Ein Würzel ist ein kegelförmiges Männchen, dessen Kopf ein Topf mit Kräuter- oder Gewürzpflanzen bildet. Der Name Würzel verweist dabei zum einen auf die Gewürze in Altenau, zum anderen soll die Verwurzelung mit der Heimat Ausdruck finden. Altenau gehörte mit dem Konzept rund um den Kräuterpark zu den Preisträgern des Jahres 2005; die Würzel gelten seitdem als Symbolfiguren der Stadt, ebenso wurde der Slogan ins Stadtmarketing übernommen.

## Galerie

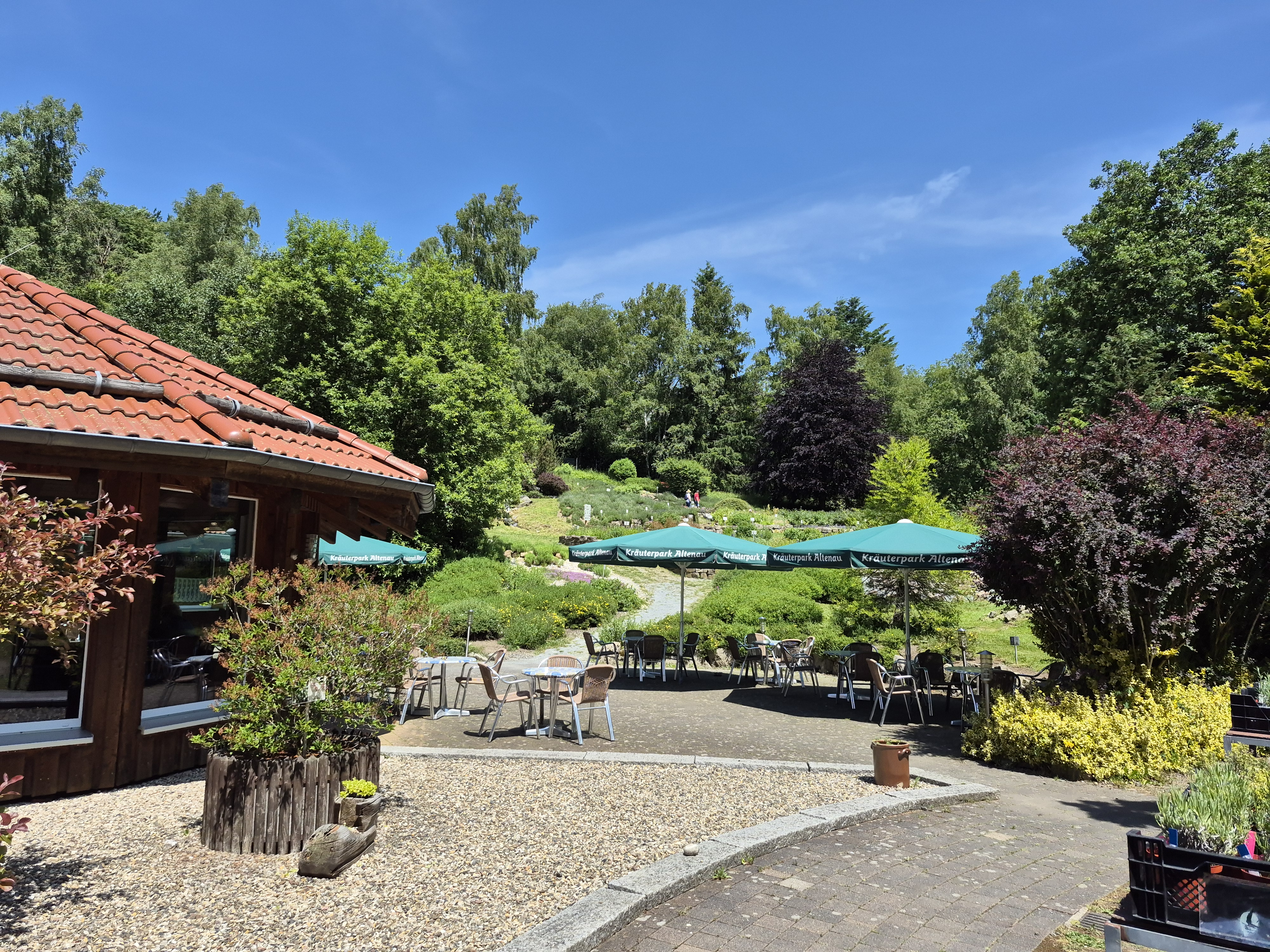
Kräuterpark
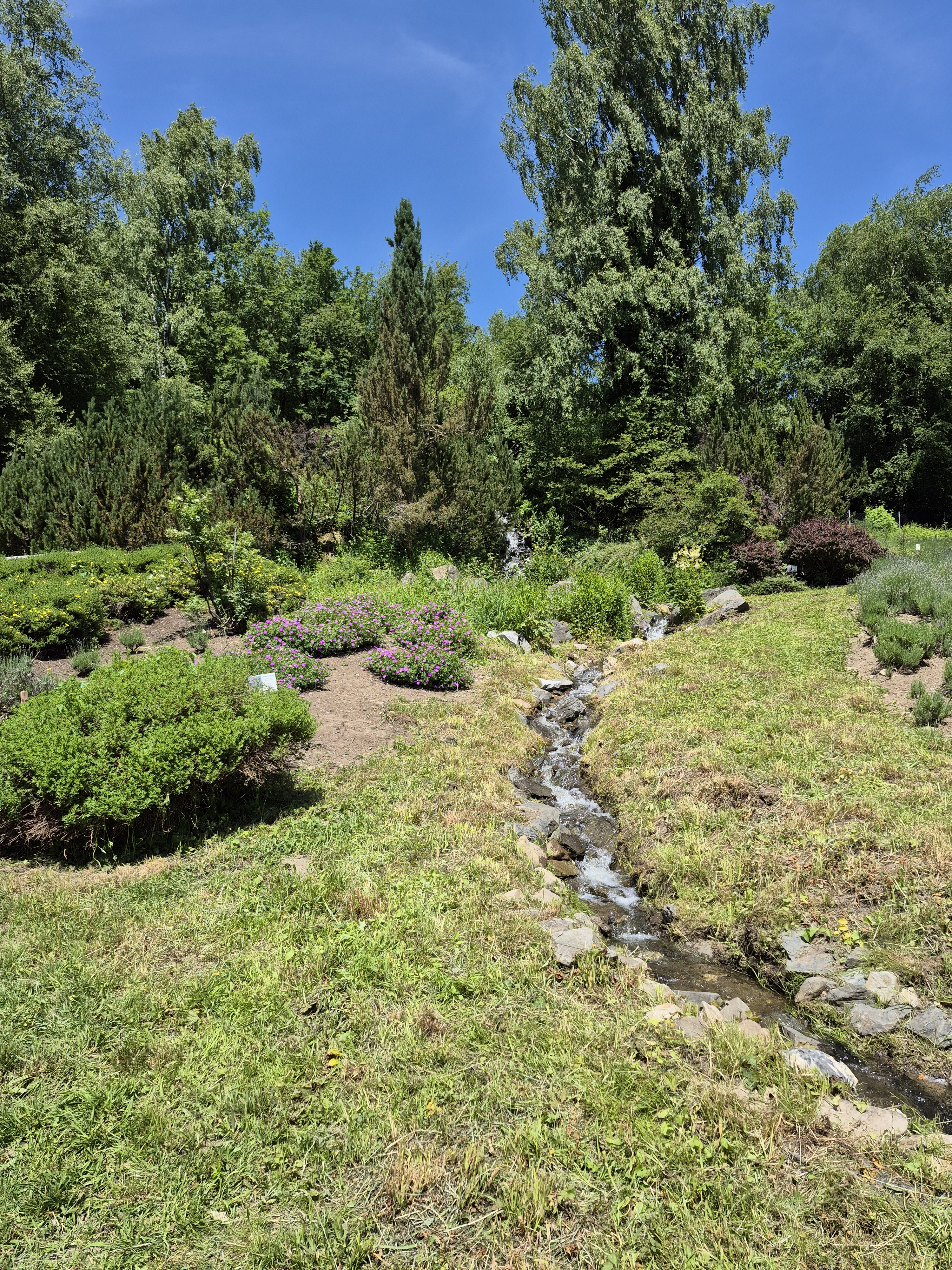
Bachlauf im Kräuterpark
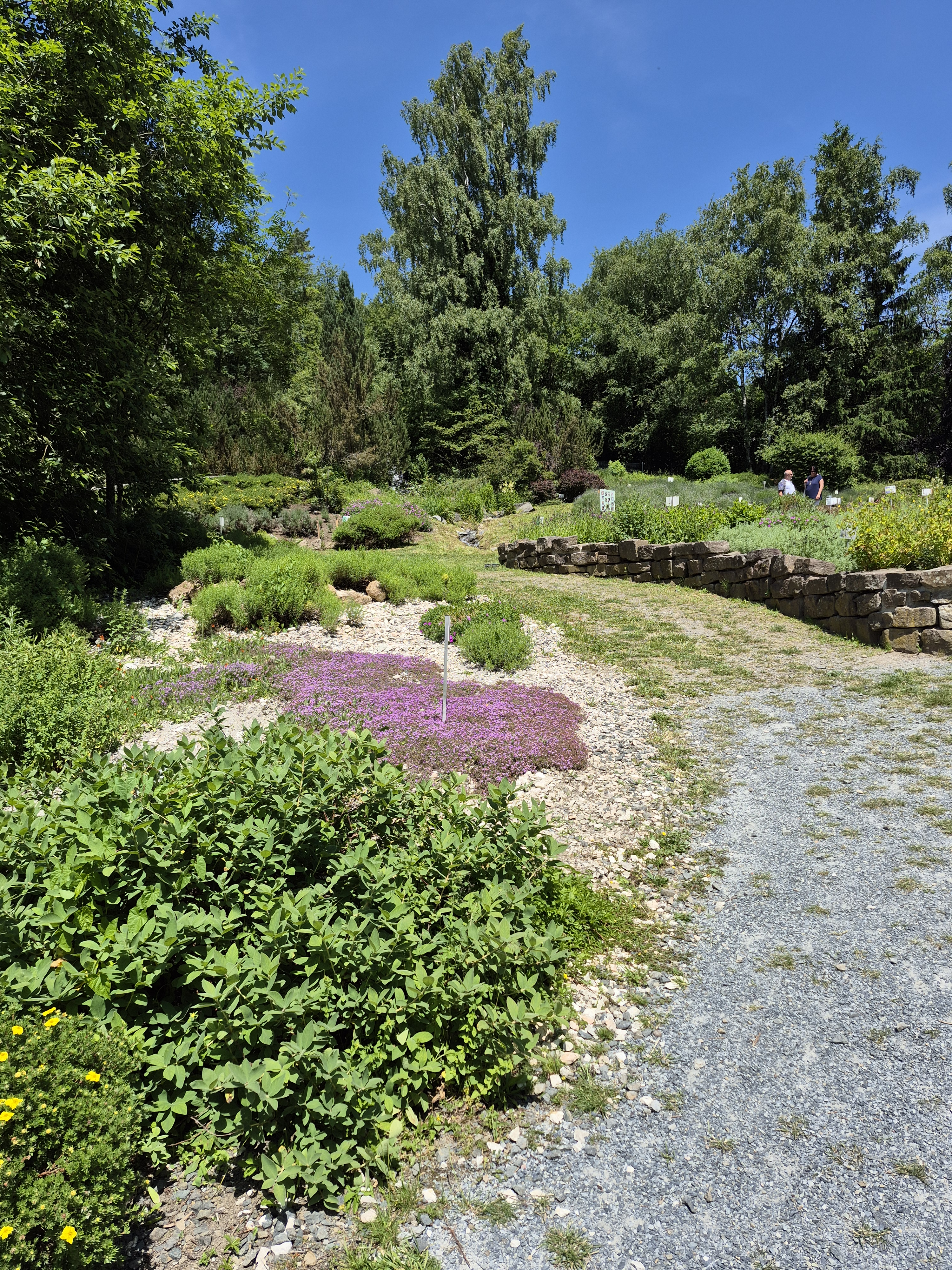
Beetanlage
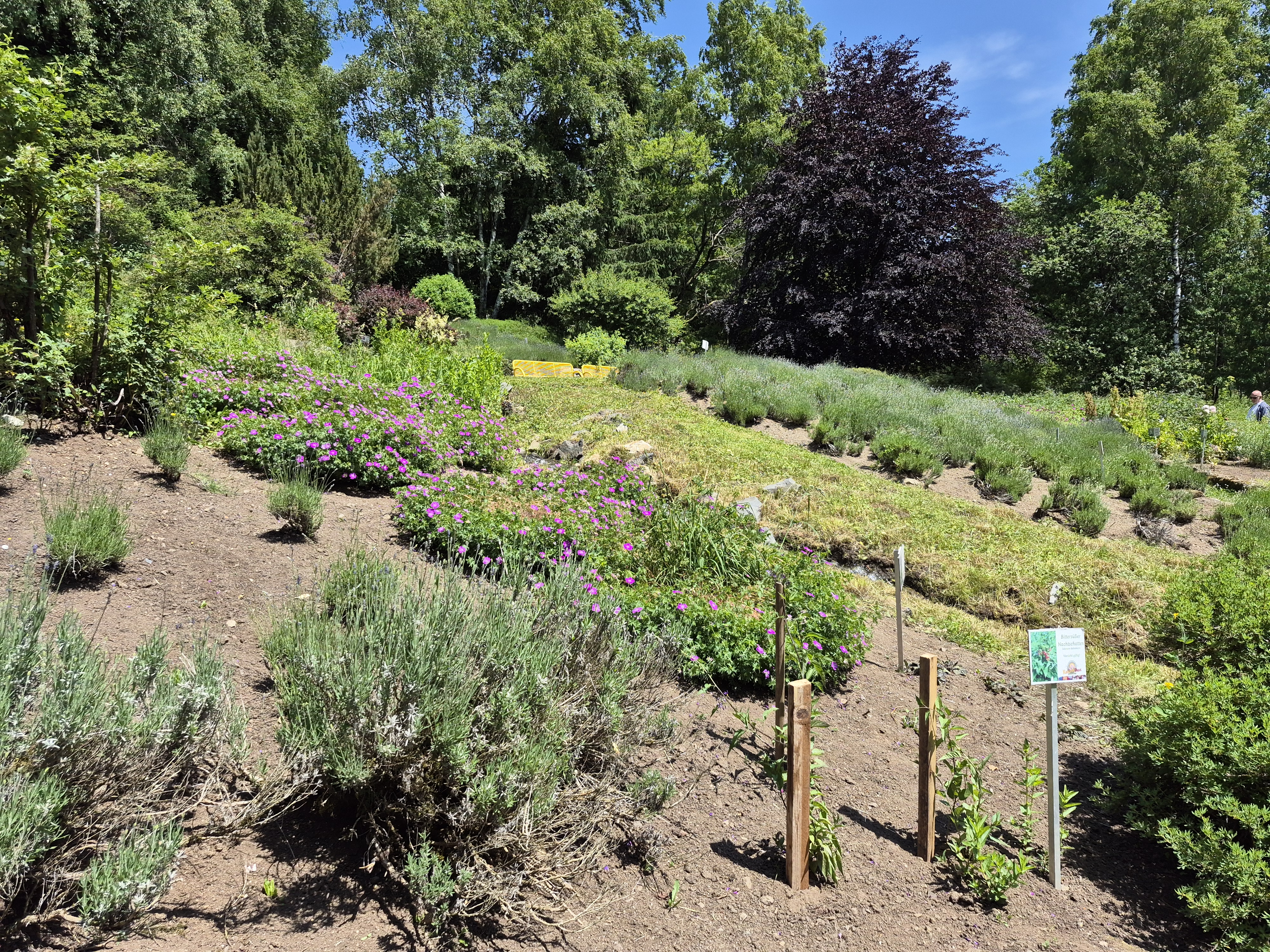
Kräuterpark Altenau